# De Held
De Held is een woonwijk in het noordwesten van de Nederlandse stad Groningen. De wijk ligt ten westen van de wijk Vinkhuizen. De wijk is in drie fases verdeeld, aan beide kanten van de Leegeweg.
De naam van de wijk verwijst naar de polders waarin de wijk gebouwd werd, de Jonge en de De Oude Held. De polders, op hun beurt, zijn genoemd naar de molens (waarvan één is vervangen door een gemaal) die deze bemalen.
De eerste twee fases van de woonwijk zijn al klaar, aan beide kanten van de Leegeweg. De derde fase zal gebouwd worden aan de noordzijde van de Leegeweg tussen fase 2 van De Held en de naastgelegen woonwijk Gravenburg. In 2008 werd het bestemmingsplan goedgekeurd. Tot bouw zal het door de economische crisis op korte termijn niet komen. Het plan werd door de gemeente Groningen ingetrokken. De gemeente richt zich nu op de bouw in de wijk Meerstad.
In 2004 en 2006 werd benoorden het Aquamarijnpad een archeologisch onderzoek uitgevoerd in aanloop naar de bouw van het nieuwe gedeelte van de wijk.
Vanaf de wijk is er uitzicht op het stadsdeel Hoogkerk en de wijk Reitdiep.

## Afbeeldingen

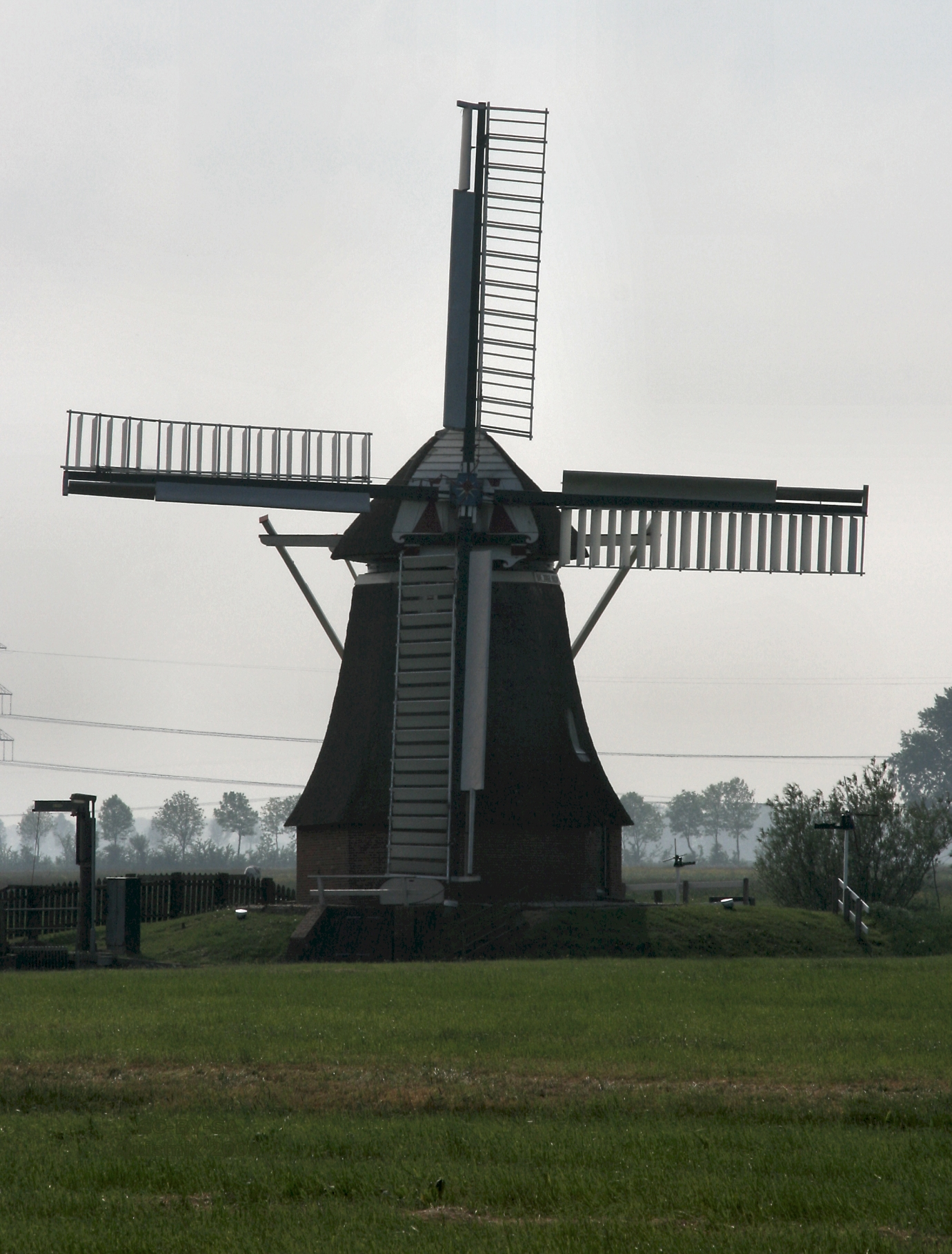
Molen De Jonge Held, waarnaar de wijk indirect is genoemd (2008)
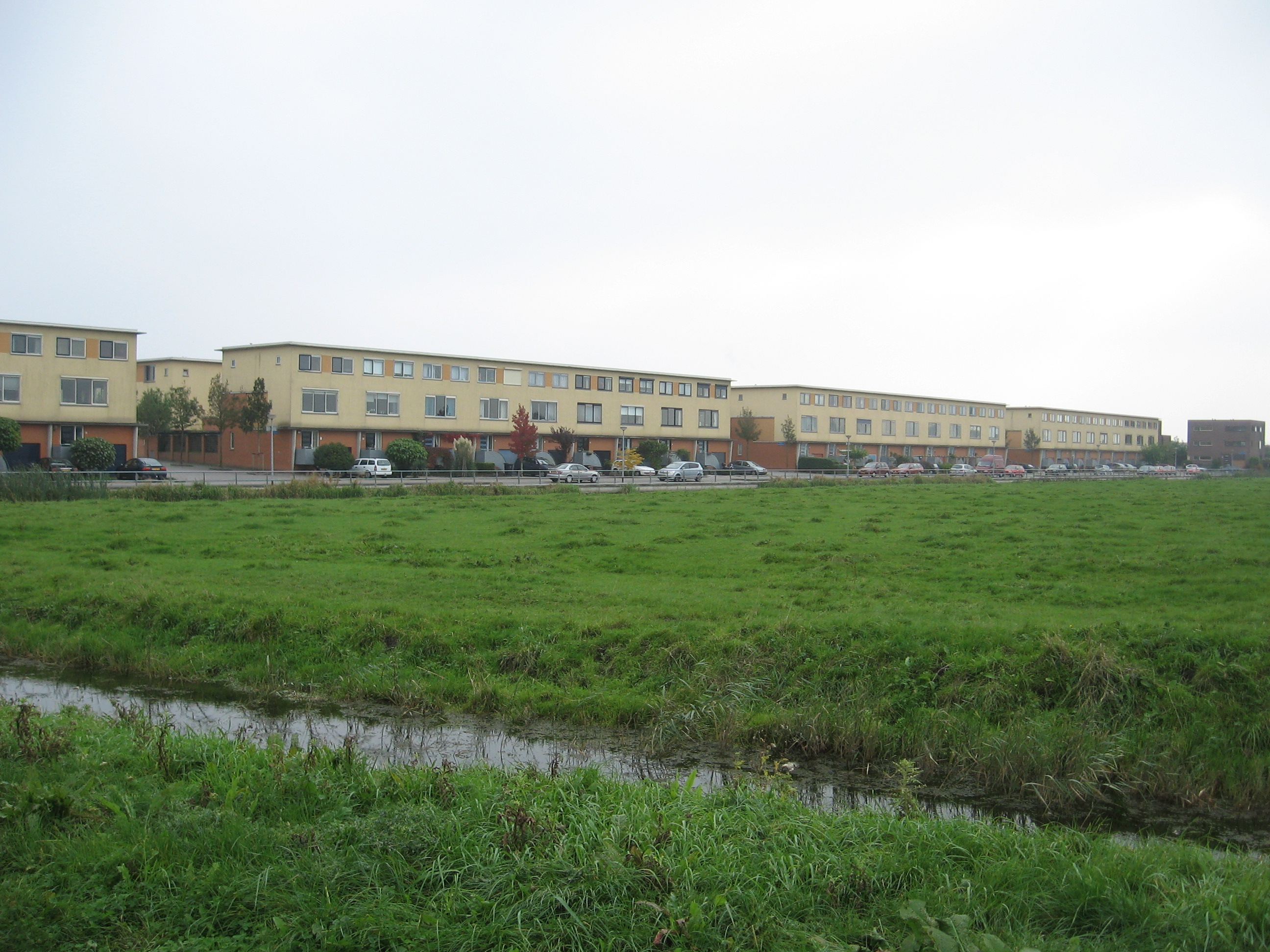
De Held, Natalie Barneykade (2006)